# Kościół Matki Bożej Królowej Polski w Krępsku
Kościół Matki Bożej Królowej Polski w Krępsku – katolicki kościół parafialny zlokalizowany we wsi Krępsko w gminie Goleniów, w powiecie goleniowskim (województwo zachodniopomorskie).

## Historia i architektura
Kościół został wzniesiony w 1932 roku. Murowany z cegły klinkierowej, nieotynkowany, sytuowany jest na rzucie prostokąta, z wyodrębnionym kwadratowym prezbiterium. Kryty jest dwuspadowym dachem. Otwory okienne zakończone półkoliście, wypełnione witrażami. Od strony północno-zachodniej do kościoła przylega wieża, kryta czterospadowym blaszanym hełmem.
Wnętrze świątyni nakryte jest odeskowanym stropem. Ściany są otynkowane i pobielone. W prezbiterium umieszczony jest krucyfiks, na lewo od niego zaś obraz Matki Bożej Królowej Polski, poświęcony przez Jana Pawła II podczas mszy na Jasnych Błoniach w Szczecinie w trakcie pielgrzymki w 1987 roku. W kościele znajdują się dwie chrzcielnice: jedna kamienna z chrystogramem i druga drewniana z rzeźbioną pokrywą. Zachowały się oryginalne ławki z okresu budowy kościoła. W zachodniej części kościoła znajduje się empora chórowa, pod nią zaś zabytkowy piec.
Po zakończeniu II wojny światowej kościół został poświęcony jako świątynia katolicka w dniu 3 maja 1947 roku przez księdza Józefa Wojnara. Od 1985 roku jest kościołem parafialnym.